# Bronisław Rutkowski
Bronisław Rutkowski (ur. 27 lutego 1898 w Komajach (pow. święciański), zm. 1 czerwca 1964 w Lipsku) – polski organista, pedagog, krytyk muzyczny, dyrygent i kompozytor.

## Życiorys

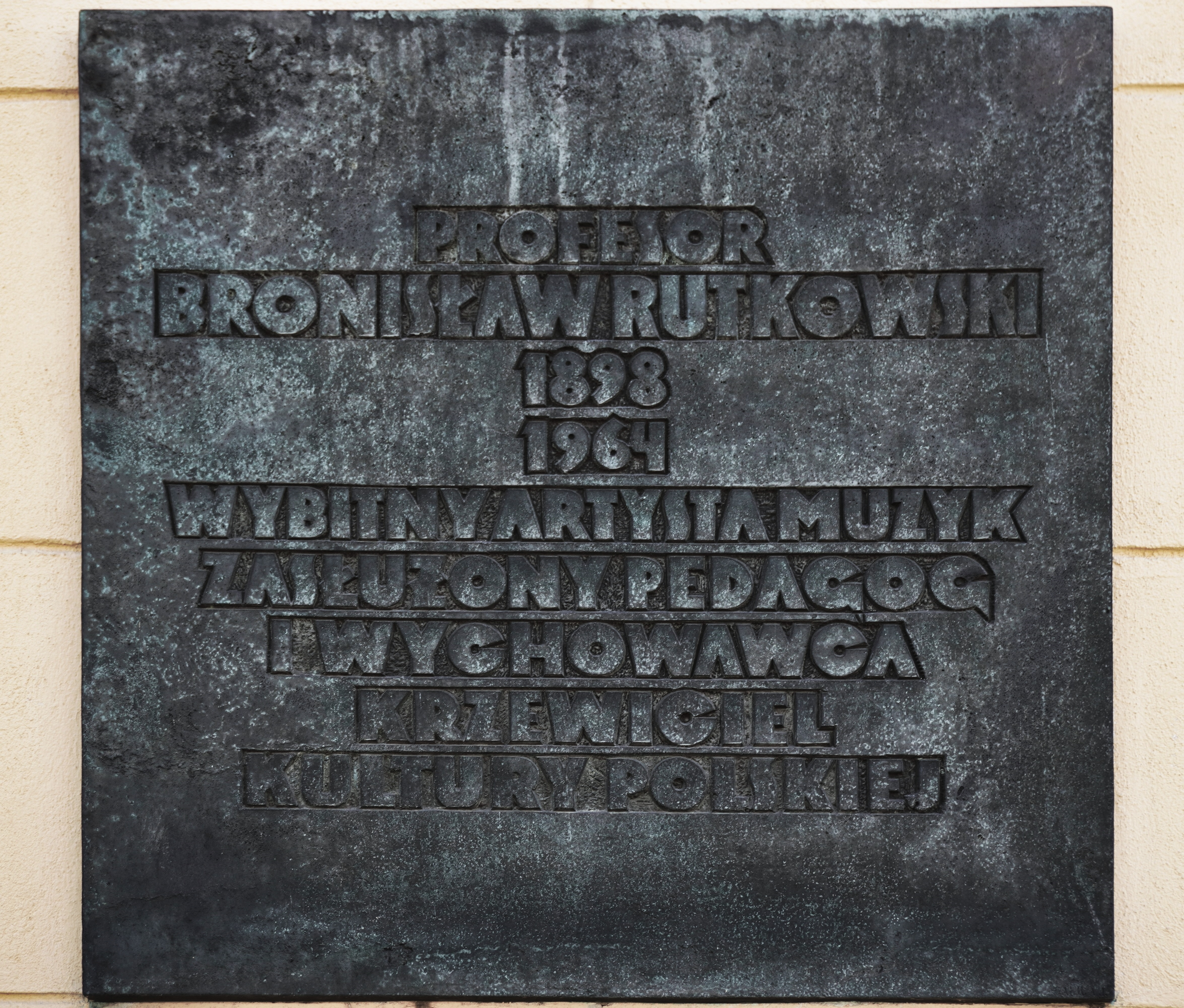
Tablica upamiętniająca prof. Bronisława Rutkowskiego w elewacji budynku Szkoły Muzycznej jego imienia przy ulicy Józefińskiej 10–12 w Krakowie

Studiował grę na organach w konserwatorium w Petersburgu (1915–1918) oraz w Konserwatorium Warszawskim (1921–1924) u Mieczysława Surzyńskiego (organy) i Henryka Melcera (dyrygentura). Studia kontynuował w Paryżu u Louisa Vierne′a. Studiował także na wydziale humanistycznym Uniwersytetu Wileńskiego w latach 1919–1921. W 1920 r. brał udział w wojnie polsko-bolszewickiej. Odznaczony Orderem Virtuti Militari V kl.
Uczestnik powstania warszawskiego. Po wojnie profesor (w latach 1955–1964 rektor) Państwowej Wyższej Szkoły Muzycznej w Krakowie (obecnie Akademii Muzycznej), wykładowca na Uniwersytecie Jagiellońskim i kierownik artystyczny Filharmonii Krakowskiej (1955–1956). Autor wielu opracowań muzyki dawnej.
Został odznaczony Krzyżem Kawalerskim Orderu Odrodzenia Polski (1954) i Krzyżem Komandorskim Orderu Odrodzenia Polski (1959). W 1960 roku otrzymał nagrodę miasta Krakowa.
Zmarł 1 czerwca 1964 roku w Lipsku przy grobie Jana Sebastiana Bacha w kościele św. Tomasza, pełniąc funkcję jurora na Międzynarodowym Konkursie Bachowskim. Rok później jego imię nadano reprezentacyjnej sali koncertowej „Florianka”, a 2 kwietnia 1974 roku – szkole muzycznej przy ul. Józefińskiej w Krakowie.
Pochowany został na Cmentarzu Rakowickim w Krakowie, w alei zasłużonych (kwatera LXVII-zach.-2-6).
Jego uczniami byli m.in. Joachim Grubich, Jan Janca, Jan Jargoń, Henryk Klaja, Feliks Rączkowski i Tadeusz Paciorkiewicz.

## Życie prywatne
Był synem Józefa i Marii z Rutkowskich. Dnia 26 lipca 1924 r. zawarł związek małżeński z Zofią Wośkowską. Ich jedyna córka, Ewa, zginęła w bombardowaniu Lublina w 1939 r. 